# باول ناش (منافس ألعاب قوى)
باول نـاش (بالإنجليزية: Paul Nash)‏ هو منافس ألعاب قوى جنوب أفريقي، ولد في 1947.

## وصلات خارجية
- باول نـاش على موقع الاتحاد الدولي لألعاب القوى (الإنجليزية)